# مارك هاينز
مارك هاينز (بالإنجليزية: Marc Hynes)‏ هو سائق سيارة سباق بريطاني، ولد في 26 فبراير 1978 في غلدفورد في المملكة المتحدة.